# Yūichi Suzumoto
Yūichi Suzumoto (jap. 涼元 悠一, Suzumoto Yūichi, * 13. Januar 1969 in Shimizu (heute: Shimizu-ku, Shizuoka), Japan) ist ein japanischer Romanautor. Er war als Szenario-Schreiber bei der Entstehung der Ren’ai-Adventure Air, Clannad und Planetarian: Chiisana Hoshi no Yume beteiligt und konnte mehrere Preise gewinnen.

## Karriere
Nach dem Abschluss der Oberschule, schrieb er im Jahr 1991 den Roman Waga Seishun no Hokusei Kabe (我が青春の北西壁) und reichte diesen zum 16. Großen Cobalt-Novel-Preis ein der von Shūeisha vergebenen wurde und gewann den ersten Preis. Im März 1992 veröffentlichte er den Roman Aitsu wa Dandelion (あいつはダンディー・ライオン) unter dem Label Cobalt Bunko. Im Jahr 1998 schrieb er den Roman Aoneko no Machi (青猫の街). Mit diesem erreichte er beim 10. Japan Fantasy Novel Award zusammen mit Rin Sawamura den zweiten Platz unter 431 Einsendungen.
Als im Jahr 1999 das Ren’ai-Adventure Kanon veröffentlicht wurde, machte dies auf Suzumoto einen solchen Eindruck, dass er sich bei Visual Art’s bewarb, dessen Abteilung Key Kanon entwickelt hatte. Seit Februar 2000 arbeitete er als Schriftsteller für die verschiedenen Marken von Visual Art’s.
Er arbeitete an dem 2000 erschienenen Titel Air mit und unterstützte die Entwicklung von Mamahaha Chōkyō von Giant Panda. Im Jahr 2001 arbeitete er erneut für Giant Panda und an deren neuen Spiel Shoyakenjō. Noch im selben Jahr begannen die Arbeiten an Clannad das erst im Jahr 2004 erschien. Zwischenzeitlich arbeitete Yūichi Suzumoto an verschiedenen weiteren Spielen der Marken von Visual Art’s. Der nächste Meilenstein in der Entwicklung war die Kinetic Novel Planetarian – Chiisana Hoshi no Yume die ebenfalls 2004 erschien.
Im September 2005 verließ er Visual Art’s und fand im September nächsten Jahres eine Anstellung bei Aquaplus, dem Verleger des Ren’ai-Adventure-Entwicklers Leaf.
Im Dezember 2006 veröffentlichte er auf seiner Website den Web-Roman Die Nachtjäger: Bodaijusō no Yami Kari Hime, der später bei SoftBanks Label GA Bunko als Light Novel erschien.

## Werke

### Spiele
- Air (2000)
- Mamahaha Chōkyō (2000)
- Shoyakenjō (2001)
- Sakura no Ki Shita de (2002)
- Snow (2003)
- Oshikake Princess (2004)
- Clannad (2004)
- Planetarian: Chiisana Hoshi no Yume (2004)